# LG P970 Optimus Black
Das LG P970 Optimus Black ist ein Smartphone des Herstellers LG Electronics. Es hat ein NOVA-Display und besitzt die Funktion der Gestensteuerung. Es wurde am 10. Januar 2011 vorgestellt.

## Technik
Das LG P970 Optimus Black beherrscht eine HD (720p)-Videoaufnahme über die integrierte 5-Megapixel-Digitalkamera. Es beruht auf einem 1 GHz-TI-OMAP 3630 und einer PowerVR SGX530 GPU. Das LG P970 Optimus Black hat einen NOVA-Bildschirm, der auch bei hellem Umgebungslicht zu erkennen ist. Eine weitere Besonderheit ist die G-Taste, mit ihr lässt sich z. B. ein Bild mit Drücken dieser Taste und durch Bewegen des Handys anzoomen. Als weitere Standard-Funktionen gelten WLAN nach 802.11 b/g/n, HSDPA mit 10,2 Mbps, HSUPA mit 5,76 Mbps, UMTS mit 384 kbps und Bluetooth 2.1. EDGE und GPRS sind ebenfalls vorhanden. Der interne Speicher beträgt 1 GB, kann mittels Micro-SDHC um bis zu 32 GB erweitert werden. Der verfügbare Arbeitsspeicher beträgt 512 MB. Der 4,0 Zoll große kapazitive Touchscreen besitzt eine Multi-Touch-Funktionalität und hat eine Pixeldichte von 233 ppi.

## Software
Als Betriebssystem nutzt LG Google Android 2.2 (Froyo) mit LGs eigener Benutzeroberfläche LG-S Class. Android 2.3 (Gingerbread) stellte LG Anfang 2012 bereit, eine Aktualisierung auf Android 4.0 (Ice Cream Sandwich) wurde für das dritte Quartal angekündigt und steht für die ungebrandete Deutschland-Version seit Anfang Dezember 2012 über das LG-Update-Programm zur Verfügung (Android 4.0.4 - Software V30B). Das Gerät unterstützt ebenfalls Adobe Flash 10.3 und DivX/Xvid. Seit Android 4.0 ist der Bootloader gesperrt ("locked").